# Corimbion martinsi
Corimbion martinsi là một loài bọ cánh cứng trong họ Cerambycidae.